# لیگ برتر هندبال زنان ایران ۱۳۹۲
لیگ برتر هندبال زنان ایران ۱۳۹۲ نهمین دوره لیگ برتر هندبال زنان ایران است.
در این دوره از بازی‌ها ۶ تیم شرکت داشتند. این مسابقات که از جمعه ۱۹ مهرماه آغاز شده بود، در ۲۹ آذرماه ۱۳۹۲ با قهرمانی ثامن سبزوار به پایان رسید. تیم ثامن سبزوار با ۱۹ امتیاز و بدون شکست برای سومین سال پیاپی قهرمان مسابقات شد. شهرداری سنندج با مربیگری نشمین شافعیان نایب قهرمان مسابقات شد و تیم ثامن الحجج تهران نیز به مقام سومی رسید. تیم‌های ثامن الحجج تهران با به ثمر رساندن ۲۵۹ گل بهترین خط حمله و تیم ثامن سبزوار هم با دریافت ۱۴۰ گل بهترین خط دفاعی را به نام خود ثبت نمودند.

## رده‌بندی پایانی
| رتبه | تیم                | بازی | امتیاز | صعود و سقوط |
| ---- | ------------------ | ---- | ------ | ----------- |
| ۱    | ثامن سبزوار        | ۱۰   | ۱۹     |             |
| ۲    | شهرداری سنندج      | ۱۰   | ۱۴     |             |
| ۳    | ثامن الحجج تهران   | ۱۰   | ۱۲     |             |
| ۴    | ذوب آهن اصفهان     | ۱۰   | ۱۰     |             |
| ۵    | شرکت بام ایران     | ۱۰   | ۳      |             |
| ۶    | شهید چمران لارستان | ۱۰   | ۲      |             |